# 神作裕之
神作 裕之（かんさく ひろゆき、1962年11月 - ）は、日本の法学者。専門は、商法・結合企業法。東京大学大学院法学政治学研究科教授を経て、学習院大学専門職大学院法務研究科教授。日本私法学会理事長。竹内昭夫門下。

## 経歴
- 1986年3月 - 東京大学法学部第1類卒業
- 1986年4月 - 東京大学法学部助手（学士助手）
- 1989年4月 - 学習院大学法学部専任講師
- 1991年4月 - 学習院大学法学部助教授
- 1995年8月 - テュービンゲン大学客員研究員（1997年7月まで）
- 1998年4月 - 学習院大学法学部教授
- 2004年4月 - 東京大学大学院法学政治学研究科教授
- 2023年4月 - 学習院大学法科大学院教授
- 2024年4月 - 司法試験委員会委員長[2]

## 著書・論文
- 『コーポレート・ガバナンス論と会社法』（現代日本のコーポレート・ガバナンス、2000年）
- 『商事信託法の研究』（共著）（有斐閣、2001年）
- 『株式持ち合いの理論と実務』（財経詳報社2001年）
- （江頭憲治郎、藤田友敬、武井一浩）『改正会社法セミナー 株式編』（有斐閣、2005年）
- （江頭憲治郎、藤田友敬、武井一浩）『改正会社法セミナー 企業統治編』（有斐閣、2006年）
- （落合誠一、藤田潔）『上級商法 ガバナンス編』（商事法務、第2版、2006年）
- （資本市場研究会）『ファンド法制』（2008年）
- （神田秀樹、大崎貞和、松尾直彦）『金商法実務ケースブック1(判例編)・ 2(行政編)』（商事法務、2008年）
- （前田重行、神田秀樹）『企業法の変遷』（有斐閣、2009年）